# Toni Galindo
Toni Galindo (Manresa; 21 de marzo de 1962 - Barcelona, 11 de mayo de 2006) fue un diseñador gráfico español, gerente de la firma Art&Maña.
Fecinema creó el premio Toni Galingo en honor al artista.

## Obra artística (selección)
- Obaba (Montxo Armendáriz, 2005)[2]
- Mar Adentro (Alejandro Amenábar, 2004)[2]
- La gran aventura de Mortadelo y Filemón (Javier Fesser, 2003)[3]
- La pelota vasca, la piel contra la piedra (Julio Medem, 2003)[2]
- El robo más grande jamás contado (Daniel Monzón, 2002)[3]
- Los otros (Alejandro Amenábar, 2001)[2]
- El espinazo del diablo (Guillermo del Toro, 2001)[3]
- El milagro de P. Tinto (Javier Fesser, 1998)[4]
- Airbag (Juanma Bajo Ulloa, 1997)[3]

## Premios
Dos premios Key Art, galardones que otorga la revista Hollywood Reporter en los años 1996 y 1999.